# Lista de espécies do gênero Amphiroa
Amphiroa J.V. Lamouroux, 1812  é o nome botânico  de um gênero de algas vermelhas marinhas pluricelulares da família Corallinaceae, subfamília Amphiroideae.
- São algas marinhas encontradas em regiões tropicais e subtropicais.

Apresenta 47 espécies taxonomicamente válidas:

## Espécies
- Amphiroa anastomosans Weber-van Bosse, 1904
- Amphiroa anceps (Lamarck) Decaisne, 1842

= Bostrychia anceps (Lamarck) Decaisne
= Corallina anceps Lamarck, 1815
= Amphiroa dilitata J.V. Lamouroux, 1816
= Galaxaura versicolor Sonder, 1845
= Amphiroa galaxauroides Sonder, 1848
= Amphiroa bowerbankii Harvey, 1849
- Amphiroa annulata M. Lemoine, 1929
- Amphiroa beauvoisii J.V. Lamouroux, 1816

= Amphiroa parthenopea Zanardini, 1841
= Amphiroa complanata Kützing, 1843
= Amphiroa exilis Harvey, 1849
= Amphiroa polysona Montagne, 1849
= Amphiroa algeriensis Kützing, 1857
- Amphiroa brasiliana Decaisne, 1842
- Amphiroa canaliculata G.Martens, 1868
- Amphiroa capensis Areschoug, 1852
- Amphiroa compressa M. Lemoine, 1929
- Amphiroa crassa J.V. Lamouroux in Quoy & Gaimard, 1824
- Amphiroa crustiformis E.Y. Dawson, 1963
- Amphiroa cryptarthrodia Zanardini, 1844

= Lithothamnium rubrum Philippi, 1837
= Corallina verrucosa Zanardini, 1840
= Amphiroa rubra (Philippi) Woelkerling, 1983
- Amphiroa cumingii Montagne, 1844
- Amphiroa currae Ganesan, 1971
- Amphiroa drouetii E.Y. Dawson, 1953
- Amphiroa echigoensis Yendo
- Amphiroa ephedraea (Lamarck) Decaisne, 1842

= Corallina ephedraea Lamarck, 1815
= Amphiroa fusoides J.V. Lamouroux, 1816
= Amphiroa gaillonii J.V. Lamouroux, 1816
= Amphiroa poeppigii Endlicher & Diesing, 1845
= Amphiroa gueinzii Harvey, 1849
- Amphiroa foliacea J.V. Lamouroux, 1824
- Amphiroa fragilissima (Linnaeus) J.V. Lamouroux, 1816

= Amphiroa cyanthifera J.V. Lamouroux
= Corallina fragilissima Linnaeus, 1758
= Corallina rigens Pallas, 1766
= Amphiroa cuspidata (Ellis & Solander), 1816
= Amphiroa debilis Kützing, 1849
- Amphiroa franciscana W.R. Taylor, 1945
- Amphiroa galapagensis W.R. Taylor, 1945
- Amphiroa gracilis Harvey, 1855

= Metagoniolithon gracile(Harvey) Yendo, 1905
- Amphiroa hancockii W.R. Taylor, 1942
- Amphiroa howensis Lucas, 1935
- Amphiroa itonoi Srimanobhas & Masaki, 1987
- Amphiroa kuetzingiana Trevisan, 1845

= Amphiroa verrucosa Kützing, 1843
= Amphiroa verruculosa Kützing, 1849
- Amphiroa magdalenensis E.Y. Dawson, 1953
- Amphiroa mexicana W.R. Taylor, 1945
- Amphiroa minutissima W.R. Taylor, 1945
- Amphiroa misakiensis Yendo, 1902

= Amphiroa brevianceps E.Y. Dawson, 1953
- Amphiroa nodulosa Kützing, 1858
- Amphiroa pacifica Kützing, 1858
- Amphiroa peninsularis W.R. Taylor, 1945
- Amphiroa peruana J.E. Areschoug, 1850
- Amphiroa polymorpha M. Lemoine, 1929
- Amphiroa pusilla Yendo, 1902
- Amphiroa rigida J.V. Lamouroux, 1816

= Amphiroa isioides J.V. Lamouroux
= Amphiroa spina Kützing, 1843
= Amphiroa amethystina Zanardini, 1844
= Amphiroa inordinata Zanardini, 1844
= Amphiroa rigida var. antillana Børgesen, 1917
- Amphiroa setacea Kützing, 1849
- Amphiroa subcylindrica E.Y. Dawson, 1953
- Amphiroa taylorii E.Y. Dawson, 1953
- Amphiroa tribulus (J. Ellis & Solander) J.V. Lamouroux, 1816

= Corallina tribulus J. Ellis & Solander
- Amphiroa ungulata Montagne & Millardet, 1862
- Amphiroa valonioides Yendo, 1902
- Amphiroa vanbosseae M. Lemoine, 1929
- Amphiroa yendoi De Toni, 1905

= Amphiroa canaliculata Yendo, 1902
- Amphiroa yendoi Børgesen, 1924
- Amphiroa zonalis H.-G. Choi & I.K. Lee, 1989
- Amphiroa zonata Yendo, 1902